# الناظر سكينر
الناظر سكينر هو شخصية خيالية في المسلسل الأمريكي ذا سيمبسونز، يؤدي صوته الممثل الأمريكي هاري شيرر.